# Scytodes guttipes
Scytodes guttipes är en spindelart som beskrevs av Simon 1893. Scytodes guttipes ingår i släktet Scytodes och familjen spottspindlar. Inga underarter finns listade i Catalogue of Life.